# أنتوني، دوق مونتبينسير
أنطوني، دوق مونتبينسير (بالفرنسية: Antoine d'Orléans) (أنطوني ماري لويس فيليب دي أورليان؛ 31 يوليو 1824 - 4 فبراير 1890) كان فرداً من العائلة الفرنسية الحاكمة (أسرة أورليان)، فهو الابن الأصغر لـ لويس فيليب الأول ملك فرنسا وماريا أماليا من نابولي وصقلية، في 10 أكتوبر 1846 تزوج من لويزا فيرناندا ابنة فرناندو السابع ملك إسبانيا وزوجته الرابعة ماريا كريستينا دي الصقليتين، وأنجبت له عشرة أبناء.
عاش منذ عام 1848 في إسبانيا هو وعائلته، بحيث غادر فرنسا بعد ثورة 1848، وخلال ثورة 1868 في إسبانيا كان يؤيد المعارضين بقيادة خوان بريم على نسيبته إيزابيل الثانية.
وأيضا رشح لاعتلاء العرش الإسباني في نوفمبر 1870 إلا أنه خسر الانتخابات في كورتيس أمام أميديو السّافوي بـ 29 صوتاً له مقابل 191 لـ أميديو.

## الأوسمة والتشريفات
- نيشان الدم (تونس).